# Vitorino Antunes
Vitorino Gabriel Pacheco Antunes (Freamunde, 1º aprile 1987) è un ex calciatore portoghese, di ruolo difensore.

## Caratteristiche tecniche
Terzino sinistro, dotato di buona spinta offensiva e un buon mancino avvolgente, molto abile nei calci piazzati.

## Carriera

### Club
Dopo aver militato a livello giovanile nel Freamunde, nel 2006 si è trasferito al Paços de Ferreira, dove è stato uno dei protagonisti della buona stagione della squadra nella massima serie del campionato portoghese di calcio. Il 29 agosto 2007 è stato acquistato dalla Roma con la formula del prestito per 300.000 euro.
Il 12 dicembre 2007 ha esordito in Champions League nella partita Roma-Manchester Utd 1-1, giocando dal primo minuto e disputando una buona gara. Scende, poi, in campo nell'andata degli ottavi di finale di Coppa Italia, in Torino-Roma 3-1. L'esordio in Serie A risale al 20 gennaio 2008 in Roma-Catania 2-0.
Il 2 aprile 2008 la Roma ha acquistato l'intero cartellino del giocatore pagando 1,2 milioni di euro al Paços de Ferreira. La squadra capitolina aveva tempo fino al 15 aprile per decidere, ma ha preferito non aspettare la data limite, facendogli firmare un contratto fino al 2013.
Il 17 luglio 2008 passa al Lecce con la formula del prestito. A fine stagione, dopo sole 10 presenze e un rendimento caratterizzato da lunghi infortuni e poca fiducia dell'allenatore, torna alla Roma.
Il 31 gennaio 2010 la Roma lo cede in prestito al Leixões.
Il 31 gennaio 2011 passa, insieme al compagno di squadra Marco D'Alessandro, dalla Roma al Livorno con la formula del prestito gratuito.
Dopo essere tornato a Roma, rimane ai margini della squadra e non gli viene assegnato neanche un numero di maglia. A gennaio 2012 passa in prestito ai greci del Panionios con cui esordisce il 5 febbraio.
Il 28 giugno 2012 torna definitivamente al club portoghese Paços de Ferreira.
Il 4 luglio 2012 rescinde consensualmente l’accordo con la Roma che avrebbe avuto scadenza il 30 giugno 2013.
Nel mercato invernale, il 31 gennaio 2013 passa in prestito al Málaga fino a giugno. Alla fine del prestito viene riscattato e rimane in Spagna.
Il 1º febbraio 2015 viene acquistato dalla Dinamo Kiev per circa 7 milioni di euro, firmando un contratto di quattro anni e mezzo.

## Statistiche

### Presenze e reti nei club
Statistiche aggiornate al 22 febbraio 2025.
| Stagione                 | Squadra                  | Campionato               | Campionato | Campionato | Coppe nazionali | Coppe nazionali | Coppe nazionali | Coppe continentali | Coppe continentali | Coppe continentali | Altre coppe | Altre coppe | Altre coppe | Totale | Totale |
| Stagione                 | Squadra                  | Comp                     | Pres       | Reti       | Comp            | Pres            | Reti            | Comp               | Pres               | Reti               | Comp        | Pres        | Reti        | Pres   | Reti   |
| ------------------------ | ------------------------ | ------------------------ | ---------- | ---------- | --------------- | --------------- | --------------- | ------------------ | ------------------ | ------------------ | ----------- | ----------- | ----------- | ------ | ------ |
| 2004-2005                | Freamunde                | SD                       | 22         | 0          |                 | -               | -               |                    | -                  | -                  |             | -           | -           | 22     | 0      |
| 2005-2006                | Freamunde                | SD                       | 22         | 0          |                 | -               | -               |                    | -                  | -                  |             | -           | -           | 22     | 0      |
| Totale Freamunde         | Totale Freamunde         | Totale Freamunde         | 44         | 0          |                 |                 |                 |                    |                    |                    |             |             |             | 44     | 0      |
| 2006-2007                | Paços de Ferreira        | PL                       | 23         | 3          |                 | -               | -               |                    | -                  | -                  |             | -           | -           | 23     | 3      |
| ago. 2007                | Paços de Ferreira        | PL                       | 2          | 0          |                 | -               | -               |                    | -                  | -                  |             | -           | -           | 2      | 0      |
| ago. 2007-2008           | Roma                     | A                        | 5          | 0          | CI              | 3               | 0               | UCL                | 1                  | 0                  |             | -           | -           | 9      | 0      |
| 2008-2009                | Lecce                    | A                        | 10         | 0          | CI              | -               | -               |                    | -                  | -                  |             | -           | -           | 10     | 0      |
| 2009-gen. 2010           | Roma                     | A                        | 0          | 0          | CI              | -               | -               |                    | -                  | -                  |             | -           | -           | 0      | 0      |
| gen.-giu. 2010           | Leixões                  | PL                       | 11         | 0          | CP              | 1               | 0               |                    | -                  | -                  |             | -           | -           | 12     | 0      |
| 2010-gen. 2011           | Roma                     | A                        | 0          | 0          | CI              | -               | -               |                    | -                  | -                  |             | -           | -           | 0      | 0      |
| gen.-giu. 2011           | Livorno                  | B                        | 6          | 0          | CI              | -               | -               |                    | -                  | -                  |             | -           | -           | 6      | 0      |
| 2011-gen. 2012           | Roma                     | A                        | 0          | 0          | CI              | -               | -               |                    | -                  | -                  |             | -           | -           | 0      | 0      |
| Totale Roma              | Totale Roma              | Totale Roma              | 5          | 0          |                 | 3               | 0               |                    | 1                  | 0                  |             |             |             | 9      | 0      |
| gen.-giu. 2012           | Panionios                | SL                       | 10         | 1          | CG              | -               | -               |                    | -                  | -                  |             | -           | -           | 10     | 1      |
| 2012-gen. 2013           | Paços de Ferreira        | PL                       | 14         | 3          | CP+TLP          | 3+1             | 0+0             |                    | -                  | -                  |             | -           | -           | 18     | 3      |
| Totale Paços de Ferreira | Totale Paços de Ferreira | Totale Paços de Ferreira | 39         | 6          |                 | 4               | 0               |                    |                    |                    |             |             |             | 43     | 6      |
| gen.-giu. 2013           | Málaga                   | PD                       | 11         | 1          | CR              | -               | -               | UCL                | 4                  | 0                  |             | -           | -           | 15     | 1      |
| 2013-2014                | Málaga                   | PD                       | 36         | 0          | CR              | 2               | 1               |                    | -                  | -                  |             | -           | -           | 38     | 1      |
| 2014-2015                | Málaga                   | PD                       | 15         | 1          | CR              | 1               | 0               |                    | -                  | -                  |             | -           | -           | 16     | 1      |
| Totale Màlaga            | Totale Màlaga            | Totale Màlaga            | 62         | 2          |                 | 3               | 1               |                    | 4                  | 0                  |             |             |             | 69     | 3      |
| 2014-2015                | Dinamo Kiev              | PL                       | 8          | 1          | CU              | 3               | 0               | UEL                | 6                  | 1                  | SU          | -           | -           | 17     | 2      |
| 2015-2016                | Dinamo Kiev              | PL                       | 22         | 1          | CU              | 4               | 1               | UEL                | 6                  | 0                  | SU          | 1           | 0           | 33     | 2      |
| 2016-2017                | Dinamo Kiev              | PL                       | 11         | 1          | CU              | 1               | 0               | UEL                | 4                  | 0                  | SU          | 1           | 0           | 17     | 1      |
| lug. 2017                | Dinamo Kiev              | PL                       | -          | -          | CU              | -               | -               | UEL                | -                  | -                  | SU          | 1           | 0           | 1      | 0      |
| Totale Dynamo Kiev       | Totale Dynamo Kiev       | Totale Dynamo Kiev       | 41         | 3          |                 | 8               | 1               |                    | 11                 | 1                  |             | 3           | 0           | 68     | 5      |
| 2017-2018                | Getafe                   | PD                       | 34         | 0          | CR              | 1               | 0               |                    | -                  | -                  |             | -           | -           | 35     | 0      |
| 2018-2019                | Getafe                   | PD                       | 28         | 1          | CR              | 3               | 0               |                    | -                  | -                  |             | -           | -           | 31     | 1      |
| 2019-2020                | Getafe                   | PD                       | 1          | 0          | CR              | 2               | 0               | UEL                | 0                  | 0                  |             | -           | -           | 3      | 0      |
| Totale Getafe            | Totale Getafe            | Totale Getafe            | 63         | 1          |                 | 6               | 0               |                    | -                  | -                  |             | -           | -           | 69     | 1      |
| 2020-2021                | Sporting Lisbona         | PL                       | 8          | 0          | TP+TdL          | 2+2             | 0               | UEL                | 1                  | 0                  |             | -           | -           | 13     | 0      |
| 2021-2022                | Paços de Ferreira        | PL                       | 30         | 3          | TP+TdL          | 1+0             | 0+0             | UECL               | 3                  | 0                  |             | -           | -           | 34     | 3      |
| 2022-2023                | Paços de Ferreira        | PL                       | 31         | 1          | TP+TdL          | 0+1             | 0+0             |                    | -                  | -                  |             | -           | -           | 32     | 2      |
| 2023-2024                | Paços de Ferreira        | SL                       | 22         | 2          | TP+TdL          | 1+1             | 0+0             |                    | -                  | -                  |             | -           | -           | 24     | 2      |
| 2024-2025                | Paços de Ferreira        | SL                       | 22         | 1          | TP+TdL          | 2+0             | 1+0             |                    | -                  | -                  |             | -           | -           | 24     | 2      |
| Totale Paços de Ferreira | Totale Paços de Ferreira | Totale Paços de Ferreira | 144        | 13         |                 | 10              | 1               |                    | 3                  | 0                  |             | -           | -           | 157    | 14     |
| Totale carriera          | Totale carriera          | Totale carriera          | 404        | 20         |                 | 35              | 3               |                    | 25                 | 1                  |             | 3           | 0           | 467    | 24     |

### Cronologia di presenze e reti in nazionale
| Cronologia completa delle presenze e delle reti in nazionale ― Portogallo | Cronologia completa delle presenze e delle reti in nazionale ― Portogallo | Cronologia completa delle presenze e delle reti in nazionale ― Portogallo | Cronologia completa delle presenze e delle reti in nazionale ― Portogallo | Cronologia completa delle presenze e delle reti in nazionale ― Portogallo | Cronologia completa delle presenze e delle reti in nazionale ― Portogallo | Cronologia completa delle presenze e delle reti in nazionale ― Portogallo | Cronologia completa delle presenze e delle reti in nazionale ― Portogallo |
| Data                                                                      | Città                                                                     | In casa                                                                   | Risultato                                                                 | Ospiti                                                                    | Competizione                                                              | Reti                                                                      | Note                                                                      |
| ------------------------------------------------------------------------- | ------------------------------------------------------------------------- | ------------------------------------------------------------------------- | ------------------------------------------------------------------------- | ------------------------------------------------------------------------- | ------------------------------------------------------------------------- | ------------------------------------------------------------------------- | ------------------------------------------------------------------------- |
| 5-6-2007                                                                  | Madinat al-Kuwait                                                         | Kuwait                                                                    | 1 – 1                                                                     | Portogallo                                                                | Amichevole                                                                | -                                                                         | 63’                                                                       |
| 20-8-2008                                                                 | Leiria                                                                    | Portogallo                                                                | 5 – 0                                                                     | Fær Øer                                                                   | Amichevole                                                                | -                                                                         |                                                                           |
| 6-9-2008                                                                  | Ta' Qali                                                                  | Malta                                                                     | 0 – 4                                                                     | Portogallo                                                                | Qual. Mondiali 2010                                                       | -                                                                         |                                                                           |
| 10-9-2013                                                                 | Foxborough                                                                | Brasile                                                                   | 3 – 1                                                                     | Portogallo                                                                | Amichevole                                                                | -                                                                         | 54’                                                                       |
| 11-10-2013                                                                | Lisbona                                                                   | Portogallo                                                                | 1 – 1                                                                     | Israele                                                                   | Qual. Mondiali 2014                                                       | -                                                                         |                                                                           |
| 15-10-2013                                                                | Coimbra                                                                   | Portogallo                                                                | 3 – 0                                                                     | Lussemburgo                                                               | Qual. Mondiali 2014                                                       | -                                                                         | 75’                                                                       |
| 19-11-2013                                                                | Solna                                                                     | Svezia                                                                    | 2 – 3                                                                     | Portogallo                                                                | Qual. Mondiali 2014                                                       | -                                                                         | 52’                                                                       |
| 5-3-2014                                                                  | Lisbona                                                                   | Portogallo                                                                | 5 – 1                                                                     | Camerun                                                                   | Amichevole                                                                | -                                                                         | 81’                                                                       |
| 31-3-2015                                                                 | Estoril                                                                   | Portogallo                                                                | 0 – 2                                                                     | Capo Verde                                                                | Amichevole                                                                | -                                                                         |                                                                           |
| 7-10-2016                                                                 | Aveiro                                                                    | Portogallo                                                                | 6 – 0                                                                     | Andorra                                                                   | Qual. Mondiali 2018                                                       | -                                                                         | 52’                                                                       |
| 10-10-2016                                                                | Tórshavn                                                                  | Fær Øer                                                                   | 0 – 6                                                                     | Portogallo                                                                | Qual. Mondiali 2018                                                       | -                                                                         |                                                                           |
| 10-10-2017                                                                | Lisbona                                                                   | Portogallo                                                                | 2 – 0                                                                     | Svizzera                                                                  | Qual. Mondiali 2018                                                       | -                                                                         | 68’                                                                       |
| 14-11-2017                                                                | Leiria                                                                    | Portogallo                                                                | 1 – 1                                                                     | Stati Uniti                                                               | Amichevole                                                                | 1                                                                         |                                                                           |
| Totale                                                                    |                                                                           | Presenze                                                                  | 13                                                                        |                                                                           | Reti                                                                      | 1                                                                         |                                                                           |

## Palmarès

### Club

#### Competizioni nazionali
- Coppa Italia: 1

Roma: 2007-2008
- Campionato ucraino: 2

Dinamo Kiev: 2014-2015, 2015-2016
- Coppa d'Ucraina: 1

Dinamo Kiev: 2014-2015
- Supercoppa d'Ucraina: 1

Dinamo Kiev: 2016
- Coppa di Lega portoghese: 1

Sporting Lisbona: 2020-2021
- Campionato portoghese: 1

Sporting Lisbona: 2020-2021